# Ançã (Cantanhede)
Ançã és un poble i parròquia portuguesa del municipi de Cantanhede, amb una superfície de 18,1 km² i 2.625 habitants (2011). Té una densitat de població de 145 habitants / km². S'integra al districte de Coïmbra, a uns 10 km de la capital del districte. Històricament i culturalment, Vila d'Ançã està vinculada al Baixo Mondego i no a Gândara o Bairrada, regions etnogràfiques que comprenen el municipi de Cantanhede. Només el vi Ançã es pot considerar, per les seves característiques, com a part de la regió vitivinícola de Bairrada.
El noble i conservat centre històric d'Ançã és un conjunt arquitectònic d'un valor indiscutible, a l'estil del marquès de Cascais, senyor de la Vila d'Ançã. Un espai dinàmic d'atractiu creixent, on destaquen els restaurants i l'oci nocturn. A més del Bolo de Ançã, s'afegeixen altres propostes gastronòmiques. El Leitão à Bairrada, el Chanfana i els seus productes vitivinícoles són molt populars.
El lloc de naixement de Jaime Cortesão, que encara homenatja avui amb el nom d'un dels seus carrers principals i un monument amb el seu bust. També és el bressol de l'escriptor Augusto Abelaira.
La font d'Ançã o Fonte dos Castros és coneguda per ser un espectacle rar, amb un cabal superior als 20.000 litres per minut, origen d'històries i llegendes. L'aigua de la font alimenta la piscina natural d'Ançã, l'aigua de la qual flueix constantment. Encara més famosa és la Pedra d'Ançã, present en importants monuments, com el monestir de Batalha, que va atreure grans escultors a Coïmbra.
Fora del poble, Ançã també es compon de les localitats de Granja, Ameixoeira i Gândara.

## Etimologia
El nom d'Ançã és d'origen llatí. Segons l'arqueòleg Jorge de Alarcão (In territorio Colimbrie: llocs antics (i alguns d'ells desmembrats) de Mondego, 2004), probablement provindrà d'Antiana, el nom que es va donar al poble d'un home romà anomenat Antius. Amb el trencament de l'Imperi Romà, el nom haurà canviat a Anzana (tal com apareix als documents més antics, del segle X), contractant-se posteriorment a Ançãa i, avui, a Ançã.
Una altra teoria defensada per molts, l'origen italià per “abbondanza” (per l'abundància d'aigua), no té cap base històrica, només està recolzada en la llegenda del segle xviii que, segons la qual, la creació del poble es devia 8 monjos benedictins d'Itàlia.

## Història

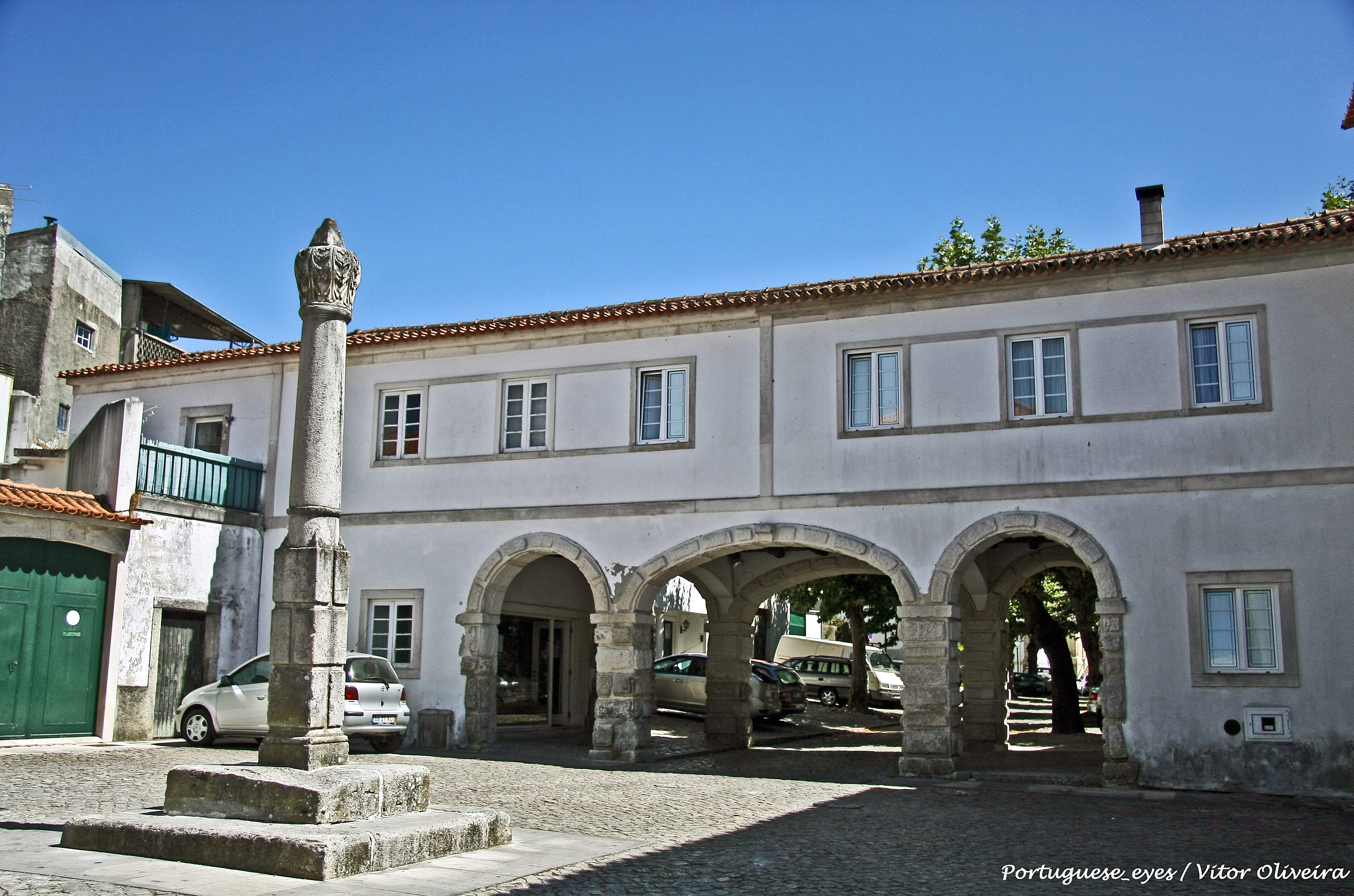
Pelourinho de Ançã

Inicialment, Ançã era una ciutat integrada al territori de Coïmbra. El 937, un document indica que seria un poble recuperat pels cristians. Tanmateix, va ser a finals de l'edat mitjana, el 1371, quan Fernando I de Portugal va elevar Ançã a la categoria de poble i va crear el municipi d'Ançã, adquirint autonomia i atorgant privilegis, enumerant els avantatges i delimitant l'extensió de la seva territori, que comprenia els pobles d'Ançã, Pena, Vale de Água, Barcouço, Portunhos, S. João do Campo, Cioga do Campo i Rios Frios. Cal assenyalar, però, que D. Fernando no li atorga cap estatut, sent la ciutat governada per la carta de Coïmbra fins a la concessió d'una nova carta, durant el regnat de Manuel I, el 28 de juny de 1514
És cap al segle XVII que el marquès de Cascais construeix l'important patrimoni arquitectònic que encara avui caracteritza el centre històric, com la construcció del seu palau i la coberta de la seva famosa font (datada el 1674).
Al segle xix, el municipi d'Ançã estava constituït per les parròquies de Barcouço, Ançã, Portunhos, Pena, Cioga do Campo, Vil de Matos, São Facundo i Cidreira, arribant a 4275 habitants el 1801. Poc després de les invasions franceses, es van iniciar reformes administratives al començament del liberalisme. Amb un petit reducte d'absolutistes, fruit del fet que el propietari del poble estava sota la responsabilitat de la reina Carlota Joaquina (mare de Miguel i coneguda per les idees del seu fill), Ançã va perdre la seu del comtat el 31 de desembre de 1853, el poble està unit al municipi de Cantanhede, on encara roman. No obstant això, també és en aquest segle que els viatgers comencen a parar, en aquesta regió, a menjar el famós Leitão à Bairrada i a beure els seus famosos vins. A finals d'aquest segle, Jaime Cortesão va néixer a Ançã (el 1884).
A causa de l'èxode rural i l'emigració, als anys seixanta es va produir una notable disminució de la població i una forta desacceleració del desenvolupament d'Ançã.
El 2001, va passar a la categoria de poble, mitjançant la Llei núm. 43/2001, de 12 de juliol. L'inici d'aquest segle està marcat per la requalificació de l'espai urbà i per la consciència mediambiental, factors que valoren i dinamitzen el lloc, atraient inversions. Si el municipi d'Ançã no s'hagués extingit, tindria avui una àrea territorial de 80,34 km² i una població total d'11 183 habitants. La seva densitat de població seria de 139 habitants / km².

## Herència cultural

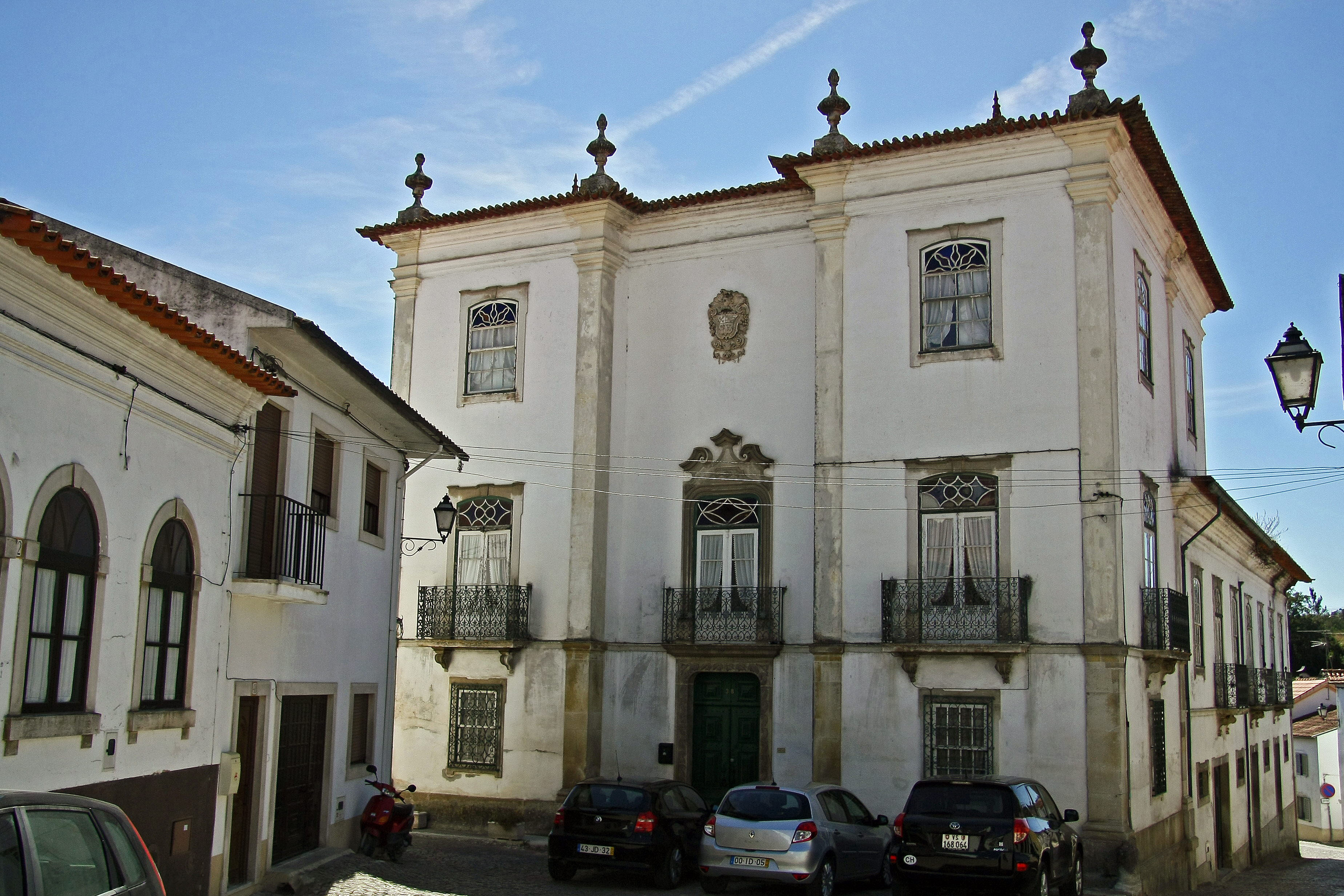
Solar dos Neiva

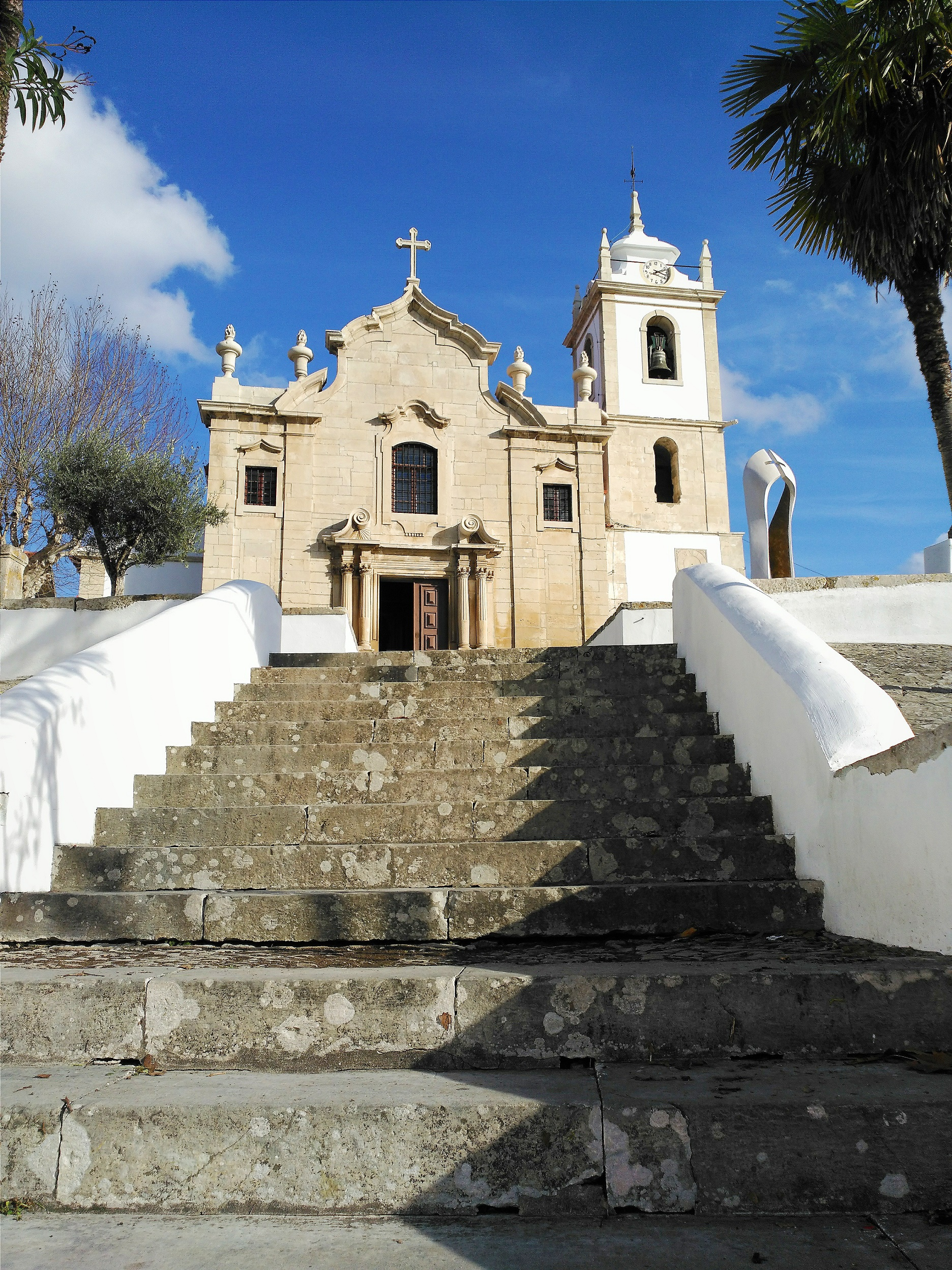
Església d'Ança

- Igreja Paroquial de Ançã o Igreja de Nossa Senhora do Ó
- Capela de São Bento
- Capela de São Sebastião (Ançã)
- Capela do Espírito Santo (Ançã)
- Núcleo urbano de Ançã e ponte
- Pelourinho de Ançã
- Portal Setecentista
- Moinho da Fonte
- Moinho Valfavas
- Moinho do Farinha de Milho
- Piscina Natural d'Ançã
- Fonte de Ançã

- Palacio del Marquès de Cascais

- Antigo Solar dos Neiva
- Museu Etnográfico de Ançã

## Població

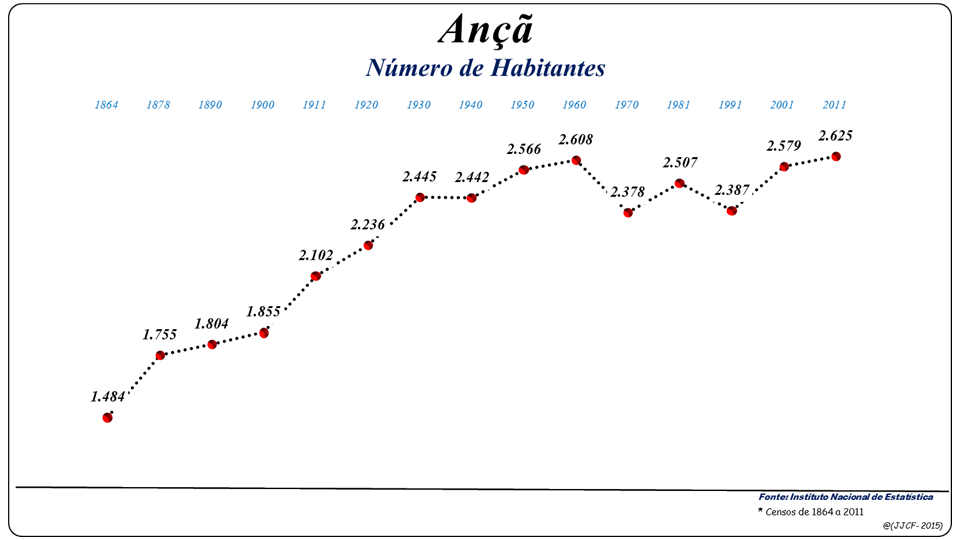
Evolució de la població

| Població de la parròquia d'Ançã | Població de la parròquia d'Ançã | Població de la parròquia d'Ançã | Població de la parròquia d'Ançã | Població de la parròquia d'Ançã | Població de la parròquia d'Ançã | Població de la parròquia d'Ançã | Població de la parròquia d'Ançã | Població de la parròquia d'Ançã | Població de la parròquia d'Ançã | Població de la parròquia d'Ançã | Població de la parròquia d'Ançã | Població de la parròquia d'Ançã | Població de la parròquia d'Ançã | Població de la parròquia d'Ançã |
| ------------------------------- | ------------------------------- | ------------------------------- | ------------------------------- | ------------------------------- | ------------------------------- | ------------------------------- | ------------------------------- | ------------------------------- | ------------------------------- | ------------------------------- | ------------------------------- | ------------------------------- | ------------------------------- | ------------------------------- |
| 1864                            | 1878                            | 1890                            | 1900                            | 1911                            | 1920                            | 1930                            | 1940                            | 1950                            | 1960                            | 1970                            | 1981                            | 1991                            | 2001                            | 2011                            |
| 1 484                           | 1 755                           | 1 804                           | 1 855                           | 2 102                           | 2 236                           | 2 445                           | 2 442                           | 2 566                           | 2 608                           | 2 378                           | 2 507                           | 2 387                           | 2 579                           | 2 625                           |

## Cultura

### Museus i galeries
- Museu Etnográfico de Ançã

El Museu Etnogràfic d'Ançã es va inserir en una casa d'habitatges que es va construir a finals del segle xvii i principis del xviii. Es fa servir com a espai museístic, promogut pel grup d'etnografia i folklore del poble, el Grup Típico de Ançã, des del 1991. El museu recrea una casa típica ançanense, on la família vivia al primer pis i a la planta baixa es mantenien els animals. Avui, a la primera planta del museu, és possible veure la recreació d'una cuina i un dormitori del segle xx. La planta inferior està dedicada a l'exposició d'eines agrícoles, joguines, vestits de ranxo i premis obtinguts pel Grup Típico de Ançã
- Quintal da Fonte Bar / Galery.

### Festes i romeries
- Festa de São Sebastião (20 de gener)
- Festa i Aniversari de São Bento (tercer dilluns després de Pasqua)
- Festa i Romaria de São Tomé (25 de juliol)
- Festa del Sr. da Fonte (primer cap de setmana de setembre)
- Feira do Bolo de Ançã (finals de març)

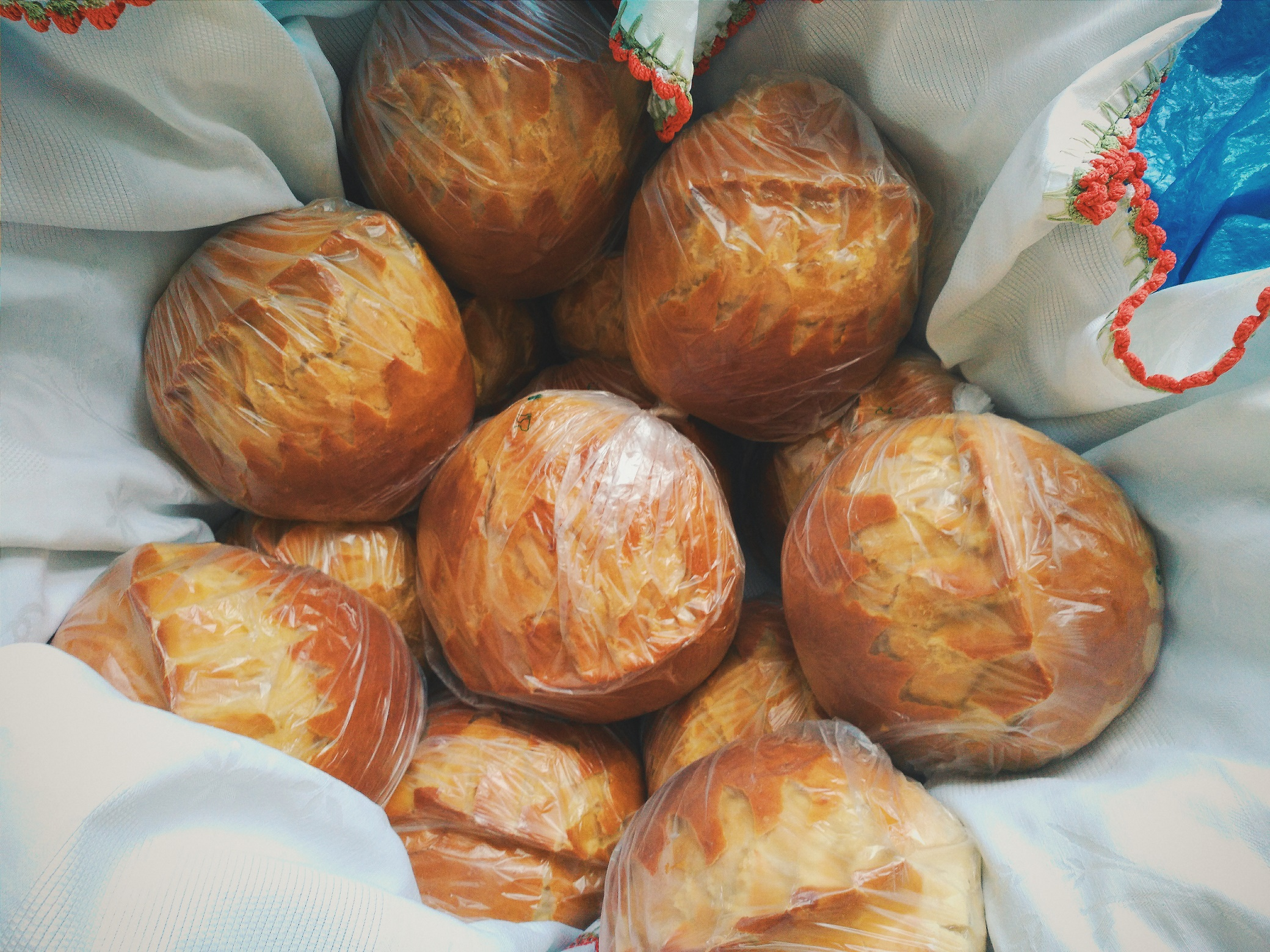
Bolo de Ançã

### Gastronomia
L'origen del Bolo de Ançã es perd amb el temps i el secret de la seva preparació es va transmetre de pares a fills, però, data de finals del segle xix / principis del segle xx.
Es tracta d'un simple pastís de confecció, amb ingredients bàsics (ous, farina de blat, sucre, mantega, canyella i llimona), s'elabora mitjançant un procés de fabricació artesanal –amassat manualment i cuit al forn de llenya– que revela el seu veritable secret.

### Esports
Ançã Futebol Clube desenvolupa la seva activitat competitiva i formativa al Parc Desportiu d'Ançã. També hi ha un pavelló esportiu on es pot trobar un dels millors camps de gespa sintètica de la regió.